# لياندرو دي أوليفيرا
لياندرو دي أوليفيرا (بالبرتغالية: Leandro Prates Oliveira‏) هو منافس ألعاب قوى برازيلي، ولد في 2 فبراير 1982 في فيتوريا دا كونكيستا ‏ في البرازيل.

## وصلات خارجية
- لياندرو دي أوليفيرا على موقع الاتحاد الدولي لألعاب القوى (الإنجليزية)